# Hartmut Aden
Hartmut Aden (* 1964) ist ein deutscher Rechts- und Politikwissenschaftler.
Aden studierte von 1985 bis 1991 Rechtswissenschaften, Politikwissenschaften und französische Literatur an den Universitäten Göttingen und Hannover sowie 1992/93 Sozialwissenschaften an der École des Hautes Études en Sciences Sociales in Paris. Er war Mitglied der Jungdemokraten. Seine juristischen Staatsprüfungen legte er 1991 bzw. 1997 ab. Im selben Jahr wurde er an der Universität Hannover mit einer Arbeit zur Polizeipolitik in Europa (siehe unten) zum Dr. jur. promoviert (Erstgutachter Otwin Massing). Im Anschluss daran war er von 1997 bis 2005 zunächst als Wissenschaftlicher Mitarbeiter und dann als Wissenschaftlicher Assistent und von 2005 bis 2008 als Lehrbeauftragter an der Universität Hannover tätig. Währenddessen forschte Aden u. a. über das Thema Mehrebenenrecht und Mehrebenenpolitik – Europäisches Umweltrecht im Systemdreieck von Politik, Verwaltung und Recht. Von 2005 bis 2009 war er als Prüfer am Bundesrechnungshof tätig, bevor er zum April 2009 die Professur für Öffentliches Recht unter besonderer Berücksichtigung des Europarechts an der Hochschule für Wirtschaft und Recht Berlin übernahm. Im Jahr 2016 wurde die Denomination der Professur zu Öffentliches Recht, Europarecht, Politik- und Verwaltungswissenschaft transdisziplinär erweitert. Von April 2020 bis Juni 2024 fungierte er als Vizepräsident für Forschung und Transfer der Hochschule für Wirtschaft und Recht Berlin.
Seine Forschungsgebiete sind Mehrebenenrecht und -politik, Recht und Politik der Inneren Sicherheit sowie Umweltrecht und -politik sowie die Verantwortung für Verwaltungshandeln (Accountability). Er ist Gründungsmitglied (seit 2013) des Forschungsinstituts für Öffentliche und Private Sicherheit (FÖPS Berlin) der Hochschule für Wirtschaft und Recht Berlin.
Aden ist unter anderem Mitglied in der DVPW, im Arbeitskreis Europäische Integration, in der Law and Society Association, in der Vereinigung für Recht und Gesellschaft sowie im Interdisziplinären Arbeitskreis Innere Sicherheit (AKIS). Er lebt in Berlin und ist mit der Komponistin Charlotte Seither verheiratet.

## Schriften (Auswahl)
- Umweltpolitik, Wiesbaden: Springer VS 2012 (Reihe: Elemente der Politik) ISBN 978-3-531-14765-9.
- Rassistische Polizei in Frankreich? Polizeiliches Einsatzverhalten und dessen Konsequenzen, in: Bürgerrechte & Polizei/CILIP 44 (1993).
- Polizeipolitik in Europa. Eine interdisziplinäre Studie über die Polizeiarbeit in Europa am Beispiel Deutschlands, Frankreichs und der Niederlande, Opladen/Wiesbaden: Westdeutscher Verlag 1998, zugl. Diss., Univ. Hannover, 1997. ISBN 3-531-13198-2.
- als Herausgeber und Mitautor: Herrschaftstheorien und Herrschaftsphänomene, Wiesbaden: Springer VS 2004. ISBN 978-3-8100-4154-8.
- als Herausgeber und Mitautor: Police Cooperation in the European Union under the Treaty of Lisbon – Opportunities and Limitations, Baden-Baden: Nomos 2015. ISBN 978-3-8487-0843-7.
- als Mitherausgeber (zusammen mit Hugo Loiseau und Daniel Ventre) und Mitautor: Cybersecurity in Humanities and Social Sciences. A Research Methods Approach, London: ISTE/Wiley 2020. ISBN 978-1-78630-539-8.
- als Mitherausgeber (zusammen mit Paul Stephenson und Maria Luisa Sánchez Barrueco) und Mitautor: Financial Accountability in the European Union. Institutions, Policy and Practice, London: Routledge 2021, ISBN 978-0-367-32109-3.